# Ruben Claeys
Ruben Claeys (4 luglio 1997) è un canottiere belga.

## Biografia
Ha rappresentato la nazionale belga ai campionati europei di Glasgow 2018, dove è arrivato quinto nella finale B, gareggiando con il connazionale Pierre De Loof.
Nel dicembre 2019 ha partecipato assieme ai canottieri Simon Haerinck, Niels Raoul Boone, e Henri Steyaert ad una campagna antidiscriminatoria volata a promuovere l'inclusione delle persone LGBT nell'agonismo ed a sensibilizzare l'opinione pubblica sul tema dell'omofobia negli sport e nei club sportivi.

## Palmarès
| Anno | Manifestazione  | Sede           | Evento            | Risultato      | Prestazione | Note |
| ---- | --------------- | -------------- | ----------------- | -------------- | ----------- | ---- |
| 2014 | Mondiali junior | Amburgo        | Quattro di coppia | Finale B       | 6'40"930    |      |
| 2015 | Mondiali junior | Rio de Janeiro | Singolo           | Finale B       | 7'19"160    |      |
| 2016 | Mondiali U23    | Rotterdam      | Due con           | 6°             | 7'12"640    |      |
| 2017 | Mondiali U23    | Plovdiv        | Due con           | 5°             | 6'30"350    |      |
| 2018 | Europei         | Glasgow        | Due con           | 11° (finale B) | 6'30"430    |      |